# Nerkin Tsaghkavan
Nerkin Tsaghkavan là một đô thị thuộc tỉnh Tavush, Armenia. Dân số ước tính năm 2011 là 529 người.